# 戴佳伟
戴佳伟（1991年6月11日—）是一名浙江平湖市的炉石传说游戏主播。在直播平台使用的用户名是异灵术老师，所以也常被称为异灵术。

## 炉石传说
在2020年，戴佳伟担任了炉石传说杭州公开赛的站长。2021年1月，戴佳伟获得炉石传说年度最受欢迎构筑主播称号。2021年5月至9月，戴佳伟代表LGD战队参加了黄金战队联赛。在联赛的第四周比赛中，戴佳伟获得了棋宗组的周MVP。2022年1月，获得炉石传说年度传统对战模式最受欢迎主播称号。2022年3月，获“竞技场100”比赛冠军。2022年7月，获“时光竞技场60”比赛季军。

### 新卡发布
在炉石传说的每个新版本上线之前，常会请主播和媒体发布新卡。戴佳伟在2018年发布了战士卡“烬鳞幼龙”，2019年发布了盗贼卡“集市恶痞”，2020年发布了圣骑士卡“终身教授图拉扬”，2021年3月发布了术士卡“尼尔鲁·火刃”
，2021年11月发布了术士卡“可怕的憎恶”，2022年7月发布了术士卡“影裔魔“和”暗影华尔兹”。

## 个人生活
戴佳伟大学时学习法律专业，毕业后曾当过程序员。2019年9月底和女友领证结婚。

## 脚注
1. ↑  使用的ID是LGD.SGDai
2. ↑   酒馆战棋模式
3. ↑   包括酒馆战棋以外的天梯、竞技场等模式